# 開け!キャラクターのとびら きゃらトビ!
『開け!キャラクターのとびら きゃらトビ！』（ひらけキャラクターのとびら きゃらトビ）は、2023年4月2日から2024年9月29日までフジテレビほかで放送されていた子供向け番組。

## 概要
各地に存在するフジテレビ公式ショップ「フジさん」。ショップの片隅には日曜日の朝だけ開く不思議なトビラから飛び出してくるキャラクターコンテンツを紹介する。前番組「キャラダチミュージアム〜MoCA〜」同様、「ポンキッキーズ」、「Go!Go!チャギントン!」などの歌コーナーやミニアニメコーナー、ゲームコーナーなどで編成されている。
番組のナビゲーターはワンクール（3か月ごと）に交代する。
2024年9月29日の放送をもって、一年半の放送を終えた。当番組の終了を持ってフジテレビの地上波から再び子供向け番組が消滅することになり、10月以降はBSフジの『ガチャムク』のみとなる。後番組はフジテレビアナウンサーの上垣皓太朗がMCを務める情報番組『キャラビズジャーナル』が放送されている。

## 出演者

### ナビゲーター
| 放送期間                 | ナビゲーター            | 備考              | 出典  |
| ------------------------ | ----------------------- | ----------------- | ----- |
| 2023年4月2日 - 6月25日   | ハシヤスメ・アツコ      |                   | [ 3 ] |
| 2023年7月2日 - 9月24日   | 浦川翔平（THE RAMPAGE） | [ 注 1 ]          | [ 1 ] |
| 2023年10月1日 - 12月24日 | 森香澄                  |                   | [ 4 ] |
| 2024年1月7日 - 3月31日   | 加藤諒                  |                   | [ 5 ] |
| 2024年4月7日 - 6月30日   | 松本梨香                |                   | [ 6 ] |
| 2024年7月7日 - 9月29日   | iLiFE!                  | [ 注 2 ] [ 注 3 ] |       |

### コーナー出演者
- ガチャピン
- ムック

## 番組内のコーナー
コーナーの多くは前番組『キャラダチミュージアム〜MoCA〜』のそれを引き継いでいる。各コーナーの詳細はキャラダチミュージアム〜MoCA〜#番組内のコーナーの節も参照。
- 歌コーナー
- ミカンせいじん
2024年からは、「現実の世界にも現れるミカンせいじん」の模様を放送[8]。
- ゴー!ゴー!コニーちゃん
- ね子とま太
- モニカ トイ
- YouTube『AIさんTV』など動画作品（『からだざつお』『＃伊豆見＃あらいぐま_手洗い』など）
- 芸人のトビラ
若手芸人によるネタ見せコーナー。前番組『キャラダチミュージアム〜MoCA〜』の「ゲイニン インスタレーション」コーナーから継承。
- きょうのうらけん
- まうまうゆめ日記
- ボーイフレンドは◯◯が好き
「彼女目線」で進行されるミニドラマ。
- ものこえ
日原あゆみ、矢野妃菜喜、伊藤彩沙ら声優が色々な物体に命を吹き込む形で、物が声を発するという企画。2023年7月スタート。
- ガチャピン プチチャレンジ
- ガチャムクヘッドライン
2024年4月から。ガチャピンとムックの様々な日常をリポート。担当アナウンサーは原田葵[8]。
- この他、つるの剛士らが出演する「Go!Go!チャギントン!」からのコーナー（「ジャンケントレイン」、「チャギントンえかきうた」など）がある。

## スタッフ
- 企画:出樋昌捻（フジテレビ）
- 構成:仲間大輔、小林徹郎
- 編成:谷川有季（フジテレビ）
- 広報:斎田悠（フジテレビ）
- プロデューサー:斎藤真利、竹内美紀、北夏朗、清水真紀子（フジテレビ）、鈴置宏
- 撮影:トライポット
- 編集:山家良平
- MA:安井恩実
- 音響効果:松長芳樹
- タイトルデザイン:大森清一郎
- ディレクター:青木優介、溝端幹央、橋本健
- 総合演出:渡辺資
- 制作協力:クラフト
- 制作著作:フジテレビ

## 放送局
| 放送対象地域   | 放送局           | 放送時間                    | 備考    |
| -------------- | ---------------- | --------------------------- | ------- |
| 関東広域圏     | フジテレビ（CX） | 毎週日曜日 5:10 - 5:40(JST) |         |
| 岡山県・香川県 | 岡山放送（OHK）  | 毎週日曜日 6:30 - 7:00(JST) | 3週遅れ |